# Mococa (kommun)
Mococa är en kommun i Brasilien.   Den ligger i delstaten São Paulo, i den sydöstra delen av landet, 600 km söder om huvudstaden Brasília. Antalet invånare är 66 303.
Följande samhällen finns i Mococa:
- Mococa

Omgivningarna runt Mococa är en mosaik av jordbruksmark och naturlig växtlighet. Runt Mococa är det ganska tätbefolkat, med 86 invånare per kvadratkilometer.